# Aleksandr Suchorukov
Aleksandr Nikolajevitj Suchorukov (ryska: Александр Николаевич Сухоруков) född 22 februari 1988 i Uchta, Komi, Ryska SFSR, Sovjetunionen,är en rysk elitsimmare. Suchorukov simmar i huvudsak frisim. Han var med i det ryska lag som vann silvret på 4 x 200 m meter frisim vid Olympiska sommarspelen 2008 i Peking. 